# Здание Новгородской земской больницы
Здание Новгородской земской больницы — здание бывшего лечебного заведения Новгородской губернской земской управы, возведенное в 1845 году, с позднее построенным флигелем на Тихвинской улице в Великом Новгороде. В настоящее время в здании располагается Областной клинический родильный дом имени В.Ю. Мишекурина. Объект культурного наследия регионального значения.

## История
В 1845 г. вновь отстроенное здание путевого дворца графа Головина было куплено для Приказа общественного призрения за восемь тысяч рублей. Этому способствовал новгородский губернатор Х.Х. Ховен, который отмечал тесноту зданий больницы, располагавшихся тогда на Большой Московской улице.
Изначально здание строилось в духе эклектики. Об этом напоминают сдвоенные и строенные арочные окна на фасаде, напоминающие венецианское палаццо; они объединены сандриками. Центральный фасад выделяется ризалитом, венчает здание карниз. Пристройка к основному объёму появилась позже.
С 1865 г. вплоть до революции больница была переведена в управление Новгородского губернского земства.
При больнице существует флигель — единственное сохранившееся в первозданном виде здание в стиле модерна в Великом Новгороде. В этом флигеле располагалась амбулатория и аптека при больнице, он был выстроен в 1910-1911 гг. по инициативе члена Новгородского общества врачей С.П. Георгиевского из пустотелых бетонных камней — новой для того времени технологии — на средства купчихи А.Г. Жуковой, под наблюдением архитектора В.Н. Виноградова. Для разъяснения технологии строительства на заседании городской думы присутствовал инженер Роттер.

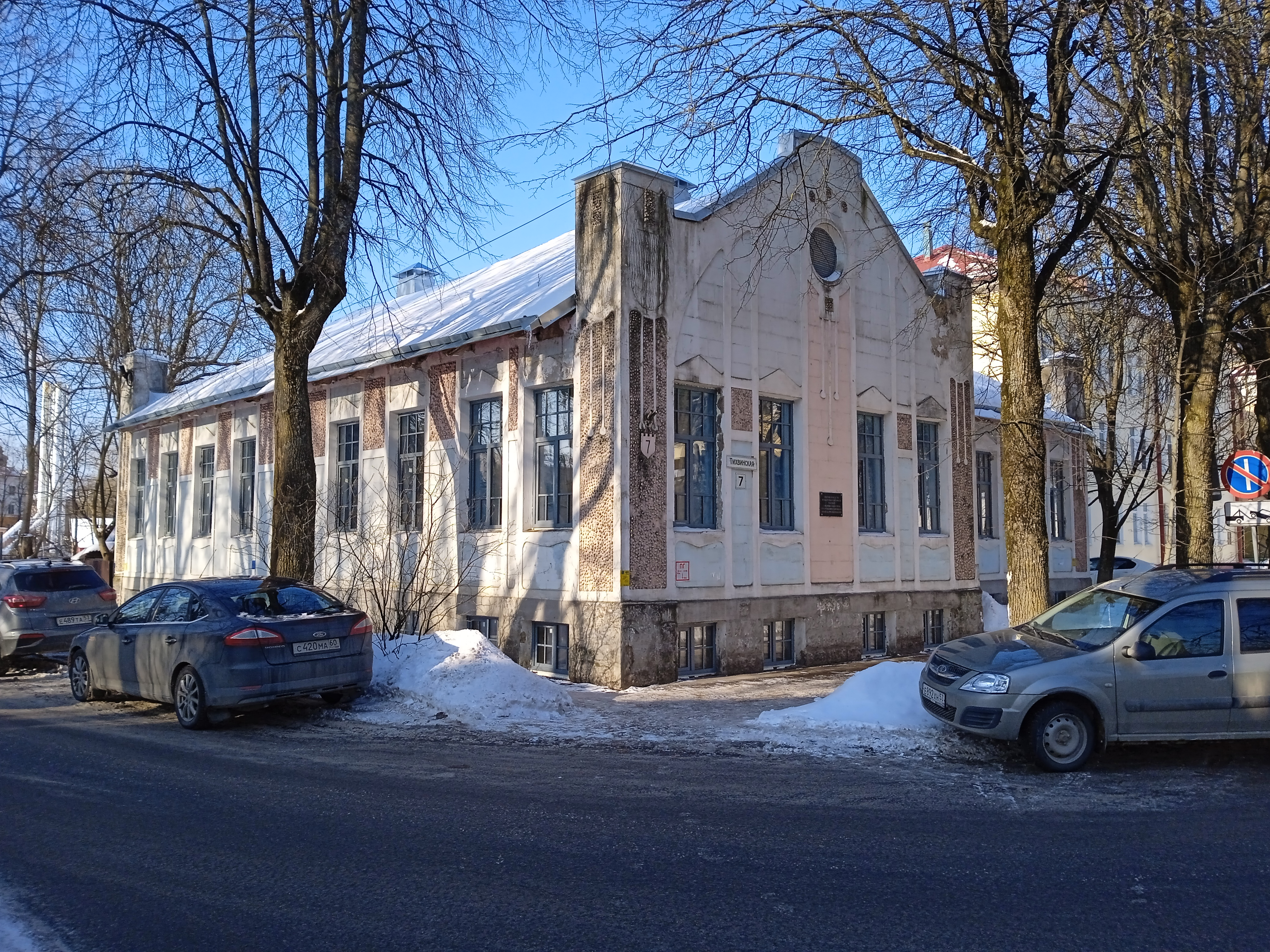
Флигель здания (бывшая аптека)

По композиции здание асимметрично. Скатные крыши перпендикулярны друг другу. Здание мыслится двухэтажным, первый этаж — цокольный. В основном объёме главный фасад завершен высоким фронтоном, который фланкирован башенками. На фоне гладких поверхностей стен здания выделяются филенки, образованные переплетениями штукатурных тяг.
В настоящее время в здании располагается Комитет по земельным ресурсам, землеустройству и градостроительной деятельности Администрации Новгородского муниципального района.